# 阿尔索维斯波村
阿尔索维斯波村，是西班牙巴伦西亚自治区巴伦西亚省的一个市镇。总面积41平方公里，总人口3466人（2001年），人口密度85人/平方公里。